# Таблиця автомата
Табли́ця автома́та — прямокутна таблиця розміру m×n, де n — кількість станів автомата, m — кількість вхідних літер. Стовпцям таблиці відповідають стани автомата, рядкам — вхідні літери. На перетині i-го стовпчика та j-го рядка вказано два значення:
- стан автомата, в який він перейде із стану qi під дією вхідної літери xj;
- значення його виходу при цьому переході.